# Rutebeuf
Rutebeuf [ʁytbœf] (ancien français Rustebeuf), né en 1245 et mort en  1285, est un poète français du Moyen Âge.

## Biographie
Il doit probablement son nom au surnom « Rudebœuf » (bœuf vigoureux) qu'il utilise lui-même dans son œuvre. On ne sait quasiment rien de sa vie sauf qu'il était probablement un jongleur avec une formation de clerc car il connaissait le latin. Il serait originaire de Champagne (il a décrit les conflits à Troyes en 1249), mais a vécu adulte à Paris.
En 1259-1260, il s'engage dans la querelle qui agite l'Ancienne université de Paris en prenant parti pour les maîtres séculiers contre les ordres mendiants. Il écrit à cette occasion des pièces virulentes, Des Règles, De sainte Eglise, Du mensonge (Bataille des Vices contre les Vertus), Des Jacobins, Des Ordres de Paris.
Son œuvre, très diversifiée, qui rompt avec la tradition de la poésie courtoise des trouvères, comprend des hagiographies (Vie de Sainte Helysabel), du théâtre (Le Miracle de Théophile), des poèmes polémiques et satiriques (Renart le Bestourné ou Dit de l'Herberie) envers les puissants de son temps. Rutebeuf est aussi l'auteur d'une œuvre dont la tonalité est personnelle : il est l'un des premiers à nous parler de ses misères et des difficultés de la vie. Parmi ses vers les plus célèbres, on trouve certainement ceux issus de La complainte Rutebeuf (v. 110-112) : « Que sunt mi ami devenu / Que j'avoie si pres tenu / Et tant amei? (Que sont mes amis devenus / Que j’avais de si près tenus / et tant aimés ?) ».

## Rutebeuf dans la culture populaire contemporaine
Les poèmes de Rutebeuf ont inspiré Léo Ferré qui en a fait une chanson qu'il a intitulée Pauvre Rutebeuf. Plusieurs interprétations de cette chanson existent, entre autres : Léo Ferré (1955 en studio, 1958, 1984 et 1986 en récitals), Catherine Sauvage (1956), Germaine Montero (1956), Cora Vaucaire (1957), Jacques Douai (1957), Marc et André (1961), Joan Baez (1965), Hugues Aufray (1967), Nana Mouskouri (1970), Hélène Martin (1975), Claude Dubois (1987), Petru Guelfucci (1988), James Ollivier (1988), Philippe Léotard (1994), Renée Claude (1994), Marc Ogeret (1999), Didier Barbelivien (2003), Alain Barrière (2007), Dani Klein (Vaya Con Dios) (2009), et Jan De Wilde (2010). Les paroles de La Chanson du bénévole, écrite et composée par Frédéric Château et Les Enfoirés pour être éditée en single et interprétée début 2014 dans le spectacle Bon anniversaire les Enfoirés, font référence au poète médiéval, désigné comme le fit Ferré sous ce terme de « pauvre Rutebeuf » : « Mon manteau n'est pas beaucoup plus neuf / Que celui du pauvre Rutebeuf ».
Les poèmes de Rutebeuf ont été illustrés par les Chats Pelés pour les éditions Mesures.

## Postérité
Le Miracle de Théophile est cité dans le film La Vieille Fille de Jean-Pierre Blanc.

## Œuvres
- Le Dit des Cordeliers (Li diz des Cordeliers ou Des Cordeliers), été ou automne 1249[7] : Plaidoyer en faveur des Franciscains de Troyes, en conflit avec les curés, les chanoines et les autres établissements monastiques locaux s'opposant à leur installation au centre de la ville[7].
- Le Dit du pet au vilain ou Le Pet du vilain, non daté, peut-être une « œuvre de jeunesse » selon Michel Zink[8] : fabliau
- Les Plaies du monde, vers 1252[9]
- L'État du monde (L'Estat du monde), peut-être un peu après 1252[10]
- De Monseigneur Ancel de l'Isle, entre 1252 et 1260[11] : complainte déplorant la mort d'Ancel III de l'Isle (+ 1252/60), seigneur de l'Isle-Adam et de Valmondois[11].
- Le Testament de l'âne (Li testament de l'asne), vers 1253 ou 1254[12], fabliau ou « conte de l'âne enterré en terre consacrée et dont le prêtre, menacé de prison par l'évêque, révèle que l'âne avait légué une forte somme d'argent à l'évêque, qui est aussitôt apaisé[13] »
- La Discorde des Jacobins et de l'Université ou La Discorde de l'Université et des Jacobins (La descorde de l'Université et des Jacobins), hiver 1254-1255[14]
- La Complainte de Monseigneur Geoffroy de Sergines, fin 1255 ou en 1256[15]
- D'Hypocrisie ou Du Pharisien (à distinguer du Dit d'Hypocrisie), poème qui aurait été composé sur commande pour le 7 mars 1257[16]
- Le Dit de Maître Guillaume de Saint-Amour ou De Maître Guillaume de Saint-Amour, septembre ou octobre 1257[17]
- la Complainte de Maître Guillaume de Saint-Amour, en 1258, peut-être au printemps[17]
- Le Dit des règles, Des Règles ou Les règles monastiques, printemps 1259[18]
- De Sainte Église, automne 1259[19]
- La Griesche d'hiver, en 1256 selon Michel-Marie Dufeil ou vers 1260 selon Michel Zink[20]
- La Griesche d'été, en 1258 selon Michel-Marie Dufeil ou vers 1260 selon Michel Zink[20]
- Le Dit des ribauds de Grève, vers 1260[21]
- Le Dit du mensonge ou la Bataille des vices contre les vertus, en 1260[22]
- Le Dit des Jacobins, en 1260[23]
- Les Ordres de Paris, fin de 1260 ou de 1261[24]
- Le Dit des Béguines, octobre 1260 selon Dufeil, en 1260 ou 1261 selon Zink[25]
- Le Mariage Rutebeuf ou Mariage de Rutebeuf, début 1261[26]
- Renart le Bestourné ou le Retournement de Renard
- la Leçon d'Hypocrisie et d'Humilité ou Leçon sur Hypocrisie et Humilité
- La Complainte Rutebeuf ou Complainte de Rutebeuf sur son œil
- La Repentance Rutebeuf, la Mort Rutebeuf ou la Repentance de Rutebeuf
- La Voie d'Humilité
- La Complainte de Constantinople
- Frère Denise ou le Dit de Frère Denise le cordelier
- La Chanson des Ordres
- La Vie de Sainte Marie l’Égyptienne
- Le Miracle de Théophile
- Le Miracle du sacristain et d'une dame accompli par Notre Dame[27]
- La Vie de Sainte Helysabel
- La Dame qui fit trois fois le tour de l'église
- Le Dit de l'Herberie
- La Disputaison de Charlot et du Barbier de Melun, ou Dispute entre Charlot et le Barbier de Melun
- Charlot le juif qui chia dans la peau du lièvre
- Un Dit de Notre Dame
- L’Ave Maria Rutebeuf ou l’Ave Maria de Rutebeuf
- Sur Notre Dame ou De Notre Dame
- La Chanson de Pouille
- Le Dit de Pouille
- La Complainte d'outremer
- La Complainte du comte Eudes de Nevers
- La Voie de Tunis ou le Dit de la croisade de Tunis
- La Disputaison du croisé et du décroisé ou le Débat du croisé et du décroisé
- Le Dit de l'Université de Paris
- La Complainte du roi de Navarre
- La Complainte du comte de Poitiers
- Sur Brichemer ou De Brichemer
- Le Dit d'Aristote
- La Paix de Rutebeuf, la Paix Rutebeuf ou la Prière Rutebeuf
- La Pauvreté Rutebeuf ou la Pauvreté de Rutebeuf
- La Nouvelle complainte d'outremer

## Poèmes d'attribution douteuse
- La Complainte de Sainte Église ou la Vie du monde[28]
- Le Dit des propriétés de Notre Dame ou les Neuf joies Notre Dame[29],[30]

## Un exemple de texte: Le dit des gueux de Grève
Voici l'une des plus courtes œuvres de Rutebeuf, Le Dit des ribauds de Grève :
| Texte original Ci encoumence li diz des ribaux de grève Ribaut, or estes vos a point: Li aubre despoillent lor branches Et vos n'aveiz de robe point, Si en aureiz froit a voz hanches. Queil vos fussent or li porpoint Et li seurquot forrei a manches! Vos aleiz en été si joint, Et en yver aleiz si cranche! Vostre soleir n'ont mestier d'oint: Vos faites de vos talons planches. Les noires mouches vos ont point, Or vos repoinderont les blanches. Explicit. | Français modernisé Le dit des Ribauds de Grève Ribauds, vous voilà bien en point ! Les arbres dépouillent leurs branches et d'habit vous n'en avez point, aussi aurez-vous froid aux hanches. Qu'il vous faudrait maintenant pourpoints, surcots fourrés avec des manches ! L'été vous gambadez si bien, l'hiver vous traînez tant la jambe ! Cirer vos souliers ? Pas besoin : vos talons vous servent de planches. Les mouches noires vous ont piqués, À présent, c'est le tour des blanches. |

## Éditions
- Rutebeuf, Œuvres complètes : texte établi, traduit, annoté et présenté avec variantes par Michel Zink, Paris, Bordas (Classiques Garnier), 1989-1990
- [Zink 2001] Rutebeuf, Œuvres complètes : Texte établi, traduit, annoté et présenté par Michel Zink, Paris, Livre de poche (Classiques Garnier), coll. « Lettres gothiques », 2001, 1054 p. (ISBN 978-2-253-06673-6)
- Rutebeuf, Le Dit de la grièche d'hiver et autres poèmes de l'infortune, traduction de Françoise Morvan, illustrations des Chats pelés, Paris, Éditions Mesures, 2023  (ISBN 978-2-490-98247-9). Cette traduction est la seule traduction française à respecter la forme des poèmes originaux.

## Honneur
L'astéroïde (283786) Rutebeuf porte son nom.

#### Bases de données et dictionnaires
- Ressources relatives à la musique :   - Discogs
  - MusicBrainz
- Ressource relative à la littérature :   - Archives de littérature du Moyen Âge
- Ressource relative au spectacle :   - Les Archives du spectacle
- Notices dans des dictionnaires ou encyclopédies généralistes :   - Britannica
  - Deutsche Biographie
  - Enciclopedia italiana
  - Enciclopedia De Agostini
  - Gran Enciclopèdia Catalana
  - Internetowa encyklopedia PWN
  - Store norske leksikon
  - Treccani
  - Universalis
- Notices d'autorité :   - VIAF
  - ISNI
  - BnF (données)
  - IdRef
  - LCCN
  - GND
  - Italie
  - Espagne
  - Belgique
  - Pays-Bas
  - Israël
  - NUKAT
  - Catalogne
  - Suède
  - Norvège
  - Tchéquie
  - Portugal
  - Corée du Sud